# Thomisus godavariae
Thomisus godavariae es una especie de araña cangrejo del género Thomisus, familia Thomisidae. Fue descrita científicamente por Reddy & Patel en 1992.

## Distribución
Esta especie se encuentra en India.